# Pseudobias
Ne doit pas être confondu avec Pseudoblias.
Genre
Pseudobias est un genre monotypique de passereaux de la famille des Vangidae. Il comprend une seule espèce de pseudobias.

## Répartition
Ce genre est endémique de l'Est de Madagascar.

## Liste des espèces
Selon la classification de référence du Congrès ornithologique international (version 8.2, 2018) :
- Pseudobias wardi Sharpe, 1870 — Bias de Ward, Gobemouche de Ward, Pririt de Ward, Pseudobias de Ward